# 天道盟望天會
天道盟望天會，是臺灣三大犯罪組織之一的天道盟旗下的分會。

## 簡介
望天會；活動範圍在台灣的台北公館一帶為主。「光頭」乃是台灣最年輕成為幫主的大哥，原三環幫的幫主，旗下大將以銘峰為主要核心。近年主要活動於台灣及上海一帶。勢力遍布到中國東南沿海及東北地區。望天會與日本住吉會關係甚篤，現任住吉會台灣分會會長小郭曾為旗下成員。主要以經營地產為主，另包括汽車工業、珠寶、上海購物頻道.建築工程。

## 歷任會長
- 首任：林應明（綽號「光頭」；曾擔任天道盟顧問；2007年病故）[1]
- 次任：陳銘鋒

## 組織人事
- 副會長：田文曦（代會）
- 總顧問：王善良 .林柏清（阿林仔）
- 顧問：顧萬慶（小顧）
- 顧問：唐語辰 （布丁）

- 委員長：劉焙基（劉備）
- 組長：陳國良（良哥）
- 組長：張善得（阿得）

### 分會
桃園分會會長：（林恩辰）（俊宏）
- 天母分會會長：陳寶生
- 新店分會會長：江良機
- 松山分會會長：陳憲章
- 龍潭分會會長：張文彬
- 苗栗分會會長：楊子寧
- 新竹分會會長：聶明榮
- 臺中分會會長：吳威宏
- 高雄分會（2011年成立）